# Lee C. White

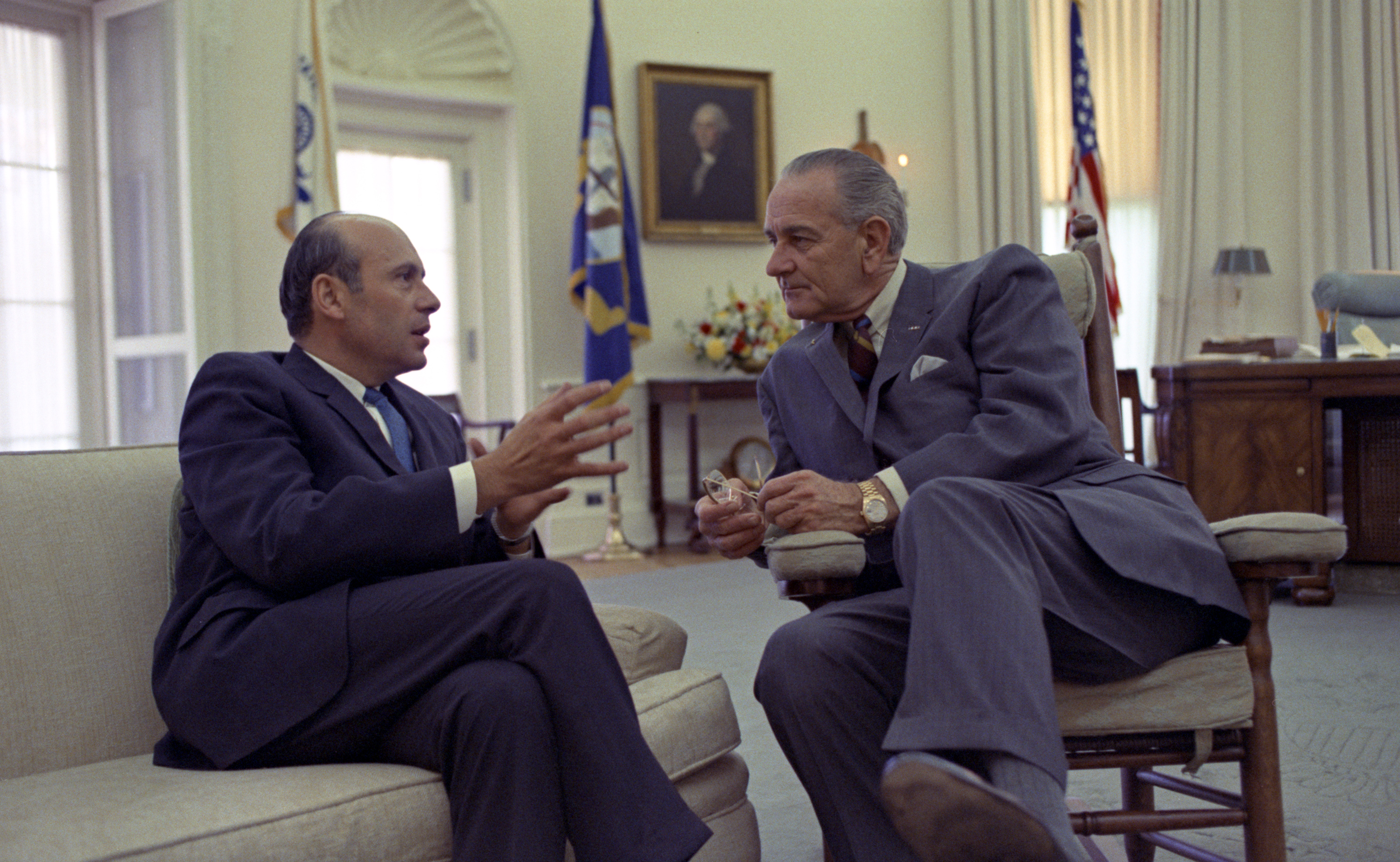
Lee C. White im Gespräch mit Präsident Lyndon B. Johnson (1968)

Lee Calvin White (* 1. September 1923 in Omaha; † 31. Oktober 2013 in Bethesda) war ein US-amerikanischer Anwalt.

## Leben
White, der Sohn eines Supermarktbesitzers in Omaha, studierte nach dem Kriegsdienst im Zweiten Weltkrieg an der University of Nebraska Omaha. 1948 machte er seinen Abschluss in Elektrotechnik, zwei Jahre später in Rechtswissenschaften und arbeitete daraufhin in der Rechtsabteilung der Tennessee Valley Authority.
1954 wurde White auf Vorschlag seines ehemaligen Kommilitonen Ted Sorensen ein Parlamentarischer Assistent des damaligen Senators John F. Kennedy. Nach dessen Wahl zum Präsidenten wurde White der Stellvertreter Sorensens in seinem Amt als Rechtsberater des Weißen Hauses. Seine Hauptaufgabe wurde es, den Präsidenten zur wachsenden Bürgerrechtsbewegung, die die Gleichberechtigung der afroamerikanischen Minderheit forderte, zu beraten. Unter Kennedys Nachfolger Lyndon B. Johnson übernahm er Sorensens Amt als Rechtsberater des Weißen Hauses. Er war an der Ausarbeitung des Civil Rights Act  of 1964 und des Voting Rights Act von 1965 beteiligt.
1966 bis 1969 war White Vorsitzender der Federal Power Commission. Den Rest seines Lebens arbeitete er Anwalt. 2008 erschien seine Autobiographie Government for the People.
Er verstarb 2013 an einer Lungenentzündung.